# Stefan Cackowski
Stefan Cackowski (ur. 8 kwietnia 1927 w Semplinach, zm. 4 września 2008) – polski historyk, specjalizujący się w historii gospodarczej i demografii historycznej.

## Życiorys
Pochodził z rodziny chłopskiej. Uczęszczał do Gimnazjum im. Romualda Traugutta w Lipnie (1945–1947), a następnie Liceum im. Mikołaja Kopernika w Toruniu, które ukończył w 1948. W czasie studiów historycznych na Uniwersytecie Mikołaja Kopernika, nauczał historii w Niższym Seminarium Duchownym we Włocławku. 
W 1952 po ukończeniu studiów podjął pracę w Zakładzie Historii Gospodarczej UMK. W 1960 uzyskał stopień doktora na podstawie rozprawy pt. Stosunki społeczno-gospodarcze w dobrach biskupstwa i kapituły chełmińskiej w XVII–XVIII w. napisanej pod kierunkiem Stanisława Hoszowskiego. W 1984 uzyskał, na podstawie dorobku naukowego oraz rozprawy Stosunki społeczne i gospodarcze wsi w województwie chełmińskim w okresie I rozbioru Polski. Osadnictwo i ludność chłopska, stopień doktora habilitowanego. Tytuł profesora nauk humanistycznych otrzymał 24 stycznia 1997.
Od 1978 do 1984 roku był zastępcą dyrektora Instytutu Historii i Archiwistyki UMK. W latach 1986–1990 pełnił funkcję dziekana Wydziału Humanistycznego UMK, a w latach 1990–1993 był prodziekanem tego wydziału. Od 1994 do 2000 roku kierował Zakładem Historii Gospodarczej UMK.

## Wybrane publikacje
- Gospodarstwo wiejskie w dobrach biskupstwa i kapituły chełmińskiej w XVII–XVIII w. Cz. 1, Gospodarstwo chłopskie (1961)
- Gospodarstwo wiejskie w dobrach biskupstwa i kapituły chełmińskiej w XVII–XVIII w. Cz. 2, Gospodarstwo folwarczne i stosunki rynkowe (1963)
- Z dziejów polityki ekonomicznej pruskiego absolutyzmu: kataster podatkowy z r. 1772/73 dla ziem pierwszego zaboru pruskiego (1967)
- Mikołaj Kopernik jako ekonomista (1970)
- Struktura społeczna i gospodarcza wsi województwa chełmińskiego w okresie pierwszego rozbioru Polski: osadnictwo i ludność chłopska (1985, UMK, ISBN 83-231-0030-6)
- Miasta dobrzyńskie i kujawskie w końcu XVIII i na początku XIX wieku: (1793–1807) (1995, Włocławskie Towarzystwo Naukowe, ISBN 83-85289-09-7)